# جون بيربونت مورجان
جون بيربونت مورجان (بالإنجليزية: John Pierpont Morgan) - جي بي مورجان - (17 أبريل 1837 - 31 مارس 1913) كان رجل أعمال أمريكي، جامع تحف فنية، وأحد أكثر المهيمنين على المصارف في وقته. في 1892 رتب مورجان اندماج شركتي إديسون جنرال إلكتريك وطومسون هيوستن إلكتريك لتكون جنرال إلكتريك. بعد تمويل إنشاء شركة الصلب الفيدراليه دمج شركة كارنيجي للصلب وعدة شركات للصلب أخرى ليكون شركة الولايات المتحدة للصلب في 1901. ورث معظم ممتلكاته الفنية لمتحف المتروبوليتان للفنون في مدينة نيويورك ومتحف وادسورث أثينيوم في هارتفورد، كونيتيكت.
كان جون بيربونت مورجان مصرفي عهدت إليه مؤسسة روتشيلد البريطانية بتمثيل مصاحلها في أمريكا عام 1899 وقد برهن مورغان على كفاءته لهذا المنصب. وقد أسس مورجان مؤسسة مالية كبرى مع شركائه وقد نجحت تلك المؤسسة في إيصال تيودور روزفلت إلى منصب الرئاسة من خلال الصرف ببذخ على حملة الأنتخابات الروزفلتية.
توفي في روما، إيطاليا عام 1913 عن عمر 75 عاما، تاركا ثروته وأعماله لابنه جون بيربونت "جاك" مورجان الابن.

## طفولته وتعليمه

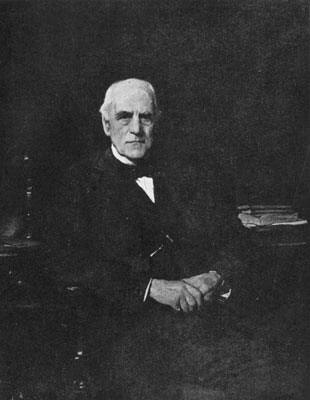
قدّم والده، جونيوس سبنسر مورغان، التوجيه لمسيرة ابنه في بداية حياته المهنية وأسس بيت البنك المورغان الذي يمتلك فروعًا في لندن ونيويورك وفيلادلفيا وباريس.

ولد جي بي مورجان في هارتفورد، كونيتيكت لجونيوس سبنسر مورجان(1814-1891) وجوليت بيربونت من بوسطن، ماساتشوستس. بيربونت، كما أحب ان يلقب، تلقى تعليما متنوعا بسبب تدخل ابيه، جونيوس. في 1848 نقل بيربونت إلى مدرسة هارتفورد العامة ثم إلى أكاديمية الأسقفية في تشيشاير، كونيتيكت (الآن اسمها أكاديمية تشيشاير). في سيبتمبر 1851 اجتاز مورجان اختبار الالتحاق بالمدرسة الإنجليزية الثانوية ببوسطن، وهي مدرسة متخصصة بالرياضيات لاعداد الشباب لمهنة التجارة.
في ربيع 1852، هاجمه المرض، فتركته الحمى الروماتيزمية في ألم شديد حتى انه لم يستطع ان يمشي، حجز له جونيوس فورا رحله على سفينة إلى جزر الأزور شمال البرتغال لكي يتعافى. بعد فترة نقاهة لحوالي العام، عاد بيربونت إلى المدرسة الإنجليزية الثانوية ببوسطن ليكمل دراسته. بعد التخرج، ارسله والده إلى بيلريف، مدرسة قرب قرية فيفي السويسرية. حين أجاد بيربونت الفرنسية، بطلاقه ثم أرسله والده إلى جامعة غوتنغن في غوتينغن ألمانيا ليحسن لغته الألمانية، ليحافظ على مستوى مقبول بالألمانية وكذلك بحصوله على درجة علمية في تاريخ الفن، عاد مورجان إلى لندن عبر فيسبادن، كان تعليمه قد اكتمل.

## حياته المهنية

### سنواته الأولى

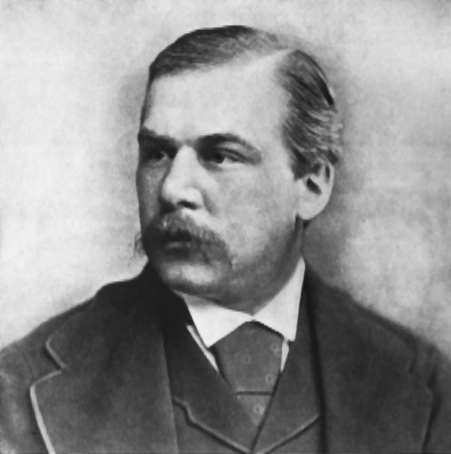
جي بي مورجان في سنواته الأولى

التحق مورجان بالقطاع المصرفي في 1857 من خلال فرع بنك والده بلندن، لينتقل إلى مدينة نيويورك في العام التالي مباشرة حيث عمل لدى البيت المصرفي دنكان، شيرمان آند كومباني، الممثل الأمريكي لشركة جورج بيبودي وشركاه. من 1860 إلى 1864، عمل كوكيل لشركة والده في نيويورك. من 1864-1872، كان عضوا في شركة دابني، مورجان آند كومباني، في 1871 تحالف مع دريكسيل من فيلادلفيا ليكون شركة نيويورك دريكسيل، مورجان آند كومباني.

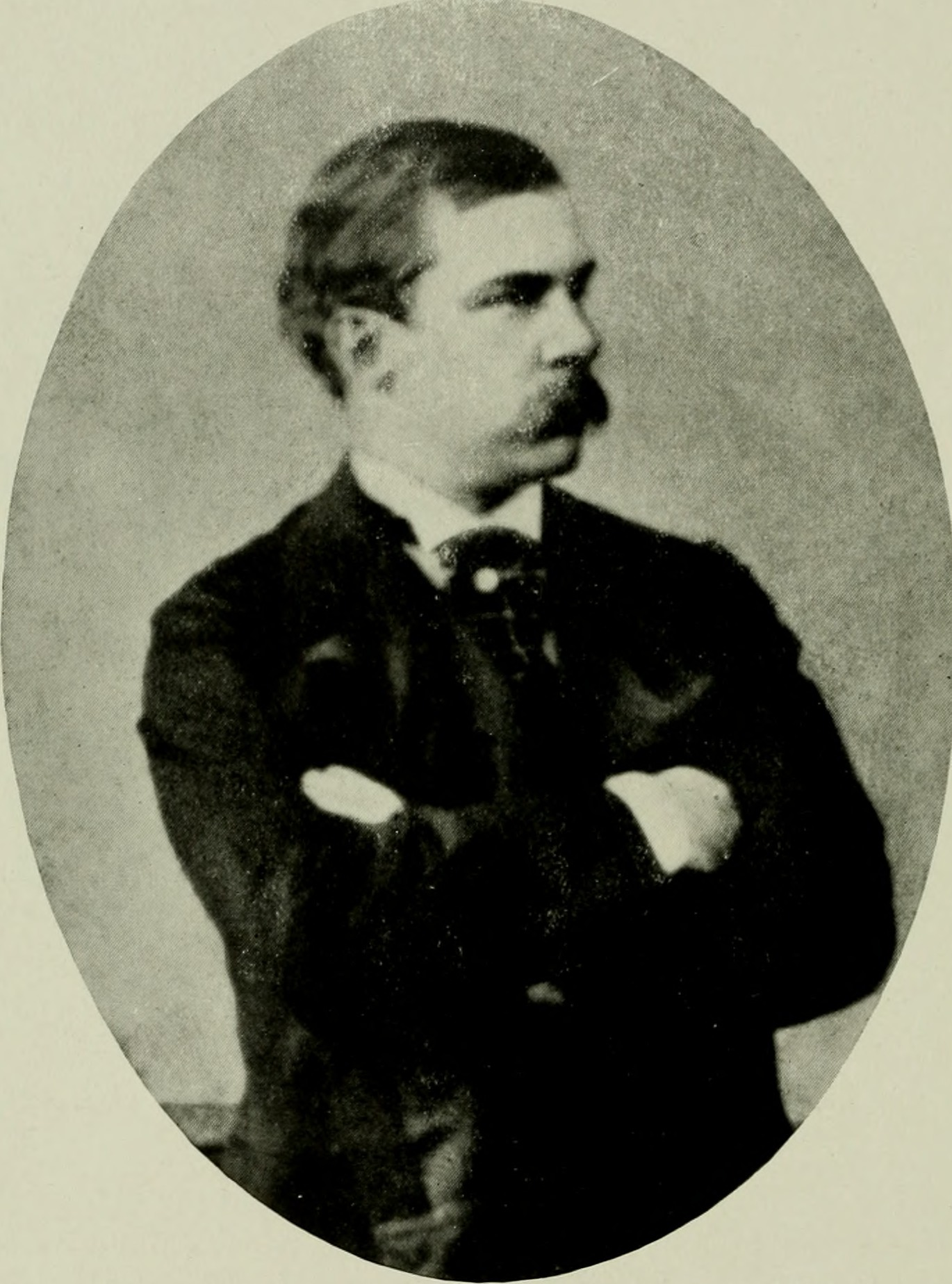
صورة مورغان تعود إلى حوالي عام 1870.

خلال الحرب الأهلية الأمريكية، مورغان اقترب لتمويل شراء البنادق العتيقة التي يجري بيعها من قبل الجيش ب3.50 دولار لكل واحده. شريك مورجان قام بإصلاحها ليبيعها إلى الجيش مرة أخرى ب22 دولار للواحده. كانت هذه البنادق معيبة، وكانت مشهورة باصابة اصابع من يستخدموها. أصبحت هذه العملية فضيحة ورفضت الحكومة الدفع لشراء بنادقها المعيبة بعد إصلاحات رمزية. رفع مورجان دعاوى قضائية مرتين لتحصيل مستحقات عقده. مورجان نفسه، كمعظم الاغنياء وقتها، تفادى الخدمة العسكرية عبر دفع مبلغ 300$ كتعويض.

### جي بي مورجان وشركاه

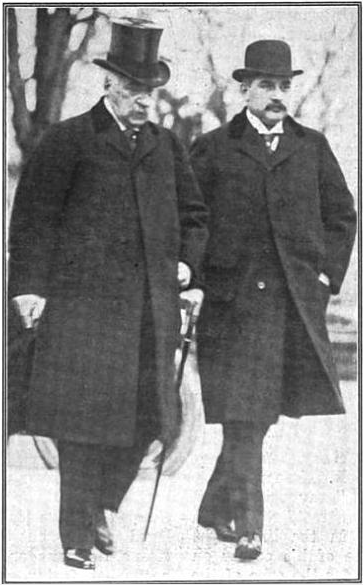
جي بي مورغان يمشي بجوار ابنه في آخر صورة معروفة لهما معًا (حوالي عام 1913).

بعد وفاة انطوني دريكسيل في 1893، ظهرت شركة دريكسيل، مورجان آند كومباني باسم جديد جي بي مورجان وشركاه في 1895، وحافظت على علاقات وثيقة بدريكسيل وشركاه بفيلادلفيا، مورجان، هارجيز آند كومباني بباريس، وجي اس مورجان وشركاه (بعد 1910 مورغان، غرنفيل وشركاه) بلندن. بعد خمسة عشر عاما أسس بنك تشايس منهاتن. بحلول 1900، أصبح واحد من أكبر بنوك العالم، بانجازه العديد من الصفقات خاصة في مجالي إعادة التنظيم والدمج. حظي مورجان بالعديد من الشركاء على مر السنين، مثل جورج البردج بيركنز، ولكنه ظل المسؤول الأساسي بقوة.

### معارك خطوط القطارات
صعود مورغان إلى السلطة كان يرافقه معارك المالية الحيوية. فقد انتزع السيطرة على خط سكة حديد الباني وسسكويهانا من جاي جولد وجيم فيسك في عام 1869. قاد النقابة التي كسرت امتيازات التمويل الحكومية لجاي كوك، وسرعان ما انخرط في تطوير وتمويل اقامة إمبراطورية سكك حديدية عن طريق عمليات إعادة تنظيم ودمج في جميع أنحاء الولايات المتحدة.

### تطوير الإدارة
عمليات مورغان الاقتصادية من السيطرة على الأعمال الفاشلة لاعادة ترتيبها وادارتها تعرف باسم «المورغانيزاشن» ((بالإنجليزية: Morganization))، عدل مورغان في تكوين وطريقة إدارة المؤسسات الخاسرة من اجل اعادتها إلى الربحية، وقد ساعدته سمعته كرجل بنكي ومالي في تنمية اهتمام المستثمرين بما تولى ادارته من أعمال.

### الصحافة
في 1896 أدولف أوكس سيمون، وهو مالك صحيفة تشاتانوغا تايمز ((بالإنجليزية: Chattanooga Times))، امن التمويل اللازم من مورغان ليشتري صحيفة النيو يورك تايمز المكافحة ماليا في ذلك الوقت. لتصبح بعد ذلك معيار للصحافة الأمريكية عبر تخفيض سعرها (من ثلاثة سنت في ذلك الوقت إلى سنت واحد)، والاستثمار في سبل جمع الأخبار، والإصرار على المستوى العالي للكتابة والتقارير الصحفية.

## روابط خارجية
- جون بيربونت مورجان على موقع الموسوعة البريطانية (الإنجليزية)
- جون بيربونت مورجان على موقع إن إن دي بي (الإنجليزية)